# Oekraïne op het wereldkampioenschap voetbal 2006

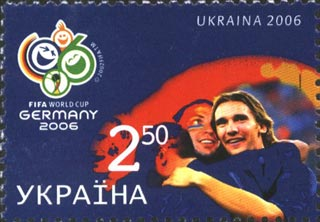
Postzegel in Oekraïne ter gelegenheid van deelname aan EK 2006

Oekraïne nam tijdens het Wereldkampioenschap voetbal 2006 voor de eerste keer in de geschiedenis deel aan het Wereldkampioenschap. In de tijd van de Sovjet-Unie, waar ook Oekraïne toe behoorde, werd er zevenmaal op een WK-eindronde gestreden. De vierde plaats in 1966 was het beste resultaat.

## Kwalificatie
Als lid van de UEFA speelde Oekraïne in de tweede van acht groepen waarin alle landen deelnamen. Ieder land ontmoette elkaar in zowel een thuis- als een uitwedstrijd, de groepsindeling was aan de hand van resultaten in het verleden en een daaraan gekoppelde loting bepaald. Alleen de groepswinnaar zou zich rechtstreeks kwalificeren, terwijl de nummer twee het zou mogen opnemen tegen een nummer twee uit een andere groep, mits dat land het best geklasseerde land op de tweede plaats was, ook dan was rechtstreekse kwalificatie een feit.
Oekraïne maakte deel uit van een zeer zware groep, waarin onder andere gestreden diende te worden tegen regerend Europees kampioen Griekenland, nummer drie op het WK voetbal 2002 Turkije en het altijd lastige en stugge Denemarken. Het EK voetbal 2004 werd door Oekraïne op een haar na gemist, waardoor deze kwalificatiegroep vooraf als de groep des doods werd bestempeld. Deze voorspelling kwam dan ook meer dan uit. Alle landen speelden onderling keer op keer gelijk en zelfs tegen de mindere goden in de groep werden punten verspeeld. Zo verloor Griekenland met 2-1 van Albanië en speelde Turkije met 1-1 gelijk tegen Georgië. Oekraïne was het eerste land van de vier kanshebbers dat een onderlinge wedstrijd wist te winnen. In en tegen Turkije won men met 0-3. Griekenland volgde met een 2-1-overwinning op Denemarken. Nadat Oekraïne ook de Denen wist te verslaan nam het het heft in de groep in handen en stond dat niet meer af. Na de 0-1-overwinning op Griekenland was het WK ticket veilig gesteld en kon het zich zelfs nog twee gelijke spelen en een nederlaag in de afsluitende wedstrijden permitteren. Uiteindelijk zou Turkije op twee punten achterstand als tweede eindigen, Denemarken derde worden met nog een punt achterstand. Griekenland met daar weer een punt achter werd vierde.

### Wedstrijden
| 4 september, 2004 | Denemarken  | 1 – 1 | Oekraïne    |
| 8 september, 2004 | Kazachstan  | 1 – 2 | Oekraïne    |
| 9 oktober, 2004   | Oekraïne    | 1 – 1 | Griekenland |
| 13 oktober, 2004  | Oekraïne    | 2 – 0 | Georgië     |
| 17 november, 2004 | Turkije     | 0 – 3 | Oekraïne    |
| 9 februari, 2005  | Albanië     | 0 – 2 | Oekraïne    |
| 30 maart, 2005    | Oekraïne    | 1 – 0 | Denemarken  |
| 4 juni, 2005      | Oekraïne    | 2 – 0 | Kazachstan  |
| 8 juni, 2005      | Griekenland | 0 – 1 | Oekraïne    |
| 3 september, 2005 | Georgië     | 1 – 1 | Oekraïne    |
| 7 september, 2005 | Oekraïne    | 0 – 1 | Turkije     |
| 8 oktober, 2005   | Oekraïne    | 2 – 2 | Albanië     |

### Ranglijst groep
| Land        | Wed | Win | Gel | Ver | DV | DT | +/- | Pnt |
| ----------- | --- | --- | --- | --- | -- | -- | --- | --- |
| Oekraïne    | 12  | 7   | 4   | 1   | 18 | 7  | +11 | 25  |
| Turkije     | 12  | 6   | 5   | 1   | 23 | 9  | +14 | 23  |
| Denemarken  | 12  | 6   | 4   | 2   | 24 | 12 | +12 | 22  |
| Griekenland | 12  | 6   | 3   | 3   | 15 | 9  | +6  | 21  |
| Albanië     | 12  | 4   | 1   | 7   | 11 | 20 | -9  | 13  |
| Georgië     | 12  | 2   | 4   | 6   | 14 | 25 | -11 | 10  |
| Kazachstan  | 12  | 0   | 1   | 11  | 6  | 29 | -23 | 1   |

## WK-selectie
data corresponderend met situatie voorafgaand aan toernooi
| №                 | Naam                  | Geboortedatum | Caps | Goals | Club                  | Duels | Goal | Kreeg geel | Kreeg voor de tweede keer geel en dus rood | Weggestuurd |
| Doel              | Doel                  | Doel          | Doel | Doel  | Doel                  | Doel  | Doel | Doel       | Doel                                       | Doel        |
| ----------------- | --------------------- | ------------- | ---- | ----- | --------------------- | ----- | ---- | ---------- | ------------------------------------------ | ----------- |
| 1                 | Oleksandr Sjovkovskyj | 1975-01-02    | 68   | 0     | Dinamo Kiev           | 5     | 0    | 0          | 0                                          | 0           |
| 12                | Andrij Pjatov         | 1984-06-28    | 1    | 0     | Vorskla Poltava       | 0     | 0    | 0          | 0                                          | 0           |
| 23                | Bohdan Shust          | 1986-03-04    | 2    | 0     | Shakhtar Donetsk      | 0     | 0    | 0          | 0                                          | 0           |
| Verdediging       |                       |               |      |       |                       |       |      |            |                                            |             |
| 2                 | Andrij Nesmatsjny     | 1979-02-28    | 49   | ?     | Dinamo Kiev           | 5     | 0    | 1          | 0                                          | 0           |
| 3                 | Oleksandr Yatsenko    | 1985-02-24    | 1    | 0     | Metalist Charkov      | 0     | 0    | 0          | 0                                          | 0           |
| 5                 | Volodymyr Yezerskyi   | 1976-11-15    | 24   | ?     | Dnipro Dnipropetrovsk | 1     | 0    | 1          | 0                                          | 0           |
| 6                 | Andriy Rusol          | 1983-01-16    | 23   | ?     | Dnipro Dnipropetrovsk | 4     | 1    | 2          | 0                                          | 0           |
| 13                | Dmytro Chygrynskiy    | 1986-11-07    | 0    | 0     | Shakhtar Donetsk      | 0     | 0    | 0          | 0                                          | 0           |
| 17                | Vladyslav Vashchuk    | 1975-01-02    | 58   | ?     | Dinamo Kiev           | 0     | 3    | 0          | 0                                          | 1           |
| 22                | Vyacheslav Sviderskyi | 1979-01-01    | 6    | ?     | Shakhtar Donetsk      | 3     | 0    | 3          | 0                                          | 0           |
| Middenveld        |                       |               |      |       |                       |       |      |            |                                            |             |
| 4                 | Anatoli Tymosjtsjoek  | 1979-03-30    | 55   | ?     | Shakhtar Donetsk      | 5     | 0    | 1          | 0                                          | 0           |
| 8                 | Oleh Shelayev         | 1976-11-05    | 19   | ?     | Dnipro Dnipropetrovsk | 5     | 0    | 1          | 0                                          | 0           |
| 9                 | Oleg Goesjev          | 1983-04-25    | 25   | ?     | Dinamo Kiev           | 5     | 0    | 0          | 0                                          | 0           |
| 14                | Andriy Husin          | 1972-12-11    | 64   | ?     | Krylja Sovetov Samara | 5     | 0    | 0          | 0                                          | 0           |
| 18                | Serhij Nazarenko      | 1980-02-16    | 15   | ?     | Dnipro Dnipropetrovsk | 0     | 0    | 0          | 0                                          | 0           |
| 19                | Maksim Kalinichenko   | 1979-01-26    | 21   | ?     | Spartak Moskou        | 4     | 1    | 1          | 0                                          | 0           |
| 21                | Roeslan Rotan         | 1981-10-29    | 19   | ?     | Dinamo Kiev           | 3     | 0    | 0          | 0                                          | 0           |
| Aanval            |                       |               |      |       |                       |       |      |            |                                            |             |
| 7                 | Andrij Sjevtsjenko    | 1976-09-29    | 64   | ?     | AC Milan              | 5     | 2    | 0          | 0                                          | 0           |
| 10                | Andrij Voronin        | 1979-07-21    | 32   | ?     | Bayer Leverkusen      | 4     | 0    | 0          | 0                                          | 0           |
| 11                | Serhij Rebrov         | 1974-03-06    | 70   | ?     | Dinamo Kiev           | 4     | 1    | 0          | 0                                          | 0           |
| 15                | Artem Milevsky        | 1985-01-12    | 0    | 0     | Dinamo Kiev           | 4     | 0    | 1          | 0                                          | 0           |
| 16                | Andriy Vorobey        | 1978-11-29    | 53   | ?     | Shakhtar Donetsk      | 4     | 0    | 0          | 0                                          | 0           |
| 20                | Oleksiy Byelik        | 1981-02-15    | 15   | ?     | Shakhtar Donetsk      | 1     | 0    | 0          | 0                                          | 0           |
| Bondscoach        |                       |               |      |       |                       |       |      |            |                                            |             |
| Vlag van Oekraïne | Oleh Blochin          | 1952-11-05    |      |       |                       |       |      |            |                                            |             |

## WK-wedstrijden

### Groep H
|                                      |                                                                            |       |          |                                                                                    |
| 14 juni «onderlinge duels» 15:00 uur | Spanje                                                                     | 4 – 0 | Oekraïne | Zentralstadion, Leipzig Toeschouwers: 43.000 Scheidsrechter: Massimo Busacca (SUI) |
| 14 juni «onderlinge duels» 15:00 uur | Xabi Alonso 13' David Villa 17' David Villa 48' (pen.) Fernando Torres 81' |       |          | Zentralstadion, Leipzig Toeschouwers: 43.000 Scheidsrechter: Massimo Busacca (SUI) |

|                                      |               |                                                                                  |          |                                                                           |
| 19 juni «onderlinge duels» 18:00 uur | Saoedi-Arabië | 0 – 4                                                                            | Oekraïne | AOL Arena, Hamburg Toeschouwers: 50.000 Scheidsrechter: Graham Poll (ENG) |
| 19 juni «onderlinge duels» 18:00 uur |               | 4' Andriy Rusol 36' Serhij Rebrov 46' Andrij Sjevtsjenko 84' Maksim Kalinichenko |          | AOL Arena, Hamburg Toeschouwers: 50.000 Scheidsrechter: Graham Poll (ENG) |

|                                      |                               |       |         |                                                                                    |
| 23 juni «onderlinge duels» 16:00 uur | Oekraïne                      | 1 – 0 | Tunesië | Olympiastadion, Berlijn Toeschouwers: 72.000 Scheidsrechter: Carlos Amarilla (PAR) |
| 23 juni «onderlinge duels» 16:00 uur | Andrij Sjevtsjenko 70' (pen.) |       |         | Olympiastadion, Berlijn Toeschouwers: 72.000 Scheidsrechter: Carlos Amarilla (PAR) |

### Achtste finale
|                                      |             |       |          |                                                                                         |
| 26 juni «onderlinge duels» 21:00 uur | Zwitserland | 0 – 0 | Oekraïne | RheinEnergieStadion, Keulen Toeschouwers: 45.000 Scheidsrechter: Benito Archundia (MEX) |
| 26 juni «onderlinge duels» 21:00 uur |             |       |          | RheinEnergieStadion, Keulen Toeschouwers: 45.000 Scheidsrechter: Benito Archundia (MEX) |

|                                                    |       | strafschoppen                                                |  |
| Marco Streller Tranquillo Barnetta Ricardo Cabanas | 0 – 3 | Andrij Sjevtsjenko Artem Milevsky Serhij Rebrov Oleg Goesjev |  |

### Kwartfinale
|                                      |                                                   |       |          |                                                                                  |
| 30 juni «onderlinge duels» 21:00 uur | Italië                                            | 3 – 0 | Oekraïne | AOL Arena, Hamburg Toeschouwers: 45.000 Scheidsrechter: Frank De Bleeckere (BEL) |
| 30 juni «onderlinge duels» 21:00 uur | Gianluca Zambrotta 6' Luca Toni 59' Luca Toni 69' |       |          | AOL Arena, Hamburg Toeschouwers: 45.000 Scheidsrechter: Frank De Bleeckere (BEL) |

FFOe · A-internationals · Bondscoaches · Statistieken · Oekraïens vrouwenelftal · Olympisch elftal · Oekraïne U21 · Oekraïne U20 · Oekraïne U19 · Oekraïne U18 · Oekraïne U17 · Oekraïne U16
1992 – 1999 · 
2000 – 2009 · 
2010 – 2019 · 
2020 – 2029
EK's: 1992** · 
1996 · 
2000 · 
2004 · 
2008 · 
2012 · 
2016 · 
2020 · 
2024
WK's: 1994 · 
1998 · 
2002 · 
2006 · 
2010 · 
2014 · 
2018 ·
2022
1992 · 
1993 · 
1994 · 
1995 · 
1996 · 
1997 · 
1998 · 
1999 · 
2000 · 
2001 · 
2002 · 
2003 · 
2004 · 
2005 · 
2006 · 
2007 · 
2008 · 
2009 · 
2010 · 
2011 · 
2012 · 
2013 · 
2014 · 
2015 ·
2016 ·
2017 ·
2018 ·
2019 ·
2020 ·
2021
Albanië ·
Andorra ·
Armenië ·
Azerbeidzjan ·
Bahrein ·
België ·
Bosnië en Herzegovina ·
Brazilië ·
Bulgarije ·
Canada ·
Chili ·
Costa Rica ·
Cyprus ·
Denemarken ·
Duitsland ·
Engeland ·
Estland ·
Faeröer ·
Finland · 
Frankrijk ·
Georgië ·
Griekenland ·
Hongarije ·
Ierland ·
IJsland ·
Iran ·
Israël ·
Italië ·
Japan ·
Joegoslavië ·
Kameroen · 
Kazachstan ·
Kosovo ·
Kroatië ·
Letland ·
Libië ·
Litouwen ·
Luxemburg ·
Malta ·
Marokko ·
Mexico ·
Moldavië ·
Montenegro ·
Nederland ·
Niger ·
Nigeria ·
Noord-Ierland ·
Noord-Macedonië ·
Noorwegen ·
Oezbekistan ·
Oostenrijk ·
Polen ·
Portugal ·
Roemenië ·
Rusland ·
San Marino ·
Saoedi-Arabië ·
Schotland ·
Servië ·
Servië en Montenegro ·
Slovenië ·
Slowakije ·
Spanje ·
Tsjechië ·
Tunesië ·
Turkije ·
Uruguay ·
Verenigde Arabische Emiraten ·
Verenigde Staten ·
Wales ·
Wit-Rusland ·
Zuid-Korea ·
Zweden ·
Zwitserland
Duitsland (2016) ·
Engeland (2012) · 
Engeland (2021) ·
Frankrijk (2012) · 
Italië (2006) · 
Nederland (2021) · 
Noord-Ierland (2016) · 
Noord-Macedonië (2021) · 
Oostenrijk (2021) · 
Saoedi-Arabië (2006) ·
Spanje (2006) ·
Tunesië (2006) ·
Zweden (2012) · 
Zweden (2021) · 
Zwitserland (2006)
** = Onder de naam Gemenebest van Onafhankelijke Staten